# Hilara sulcitarsis
Hilara sulcitarsis är en tvåvingeart som beskrevs av Gabriel Strobl 1892. Hilara sulcitarsis ingår i släktet Hilara och familjen dansflugor. Inga underarter finns listade i Catalogue of Life.